# Raphaël Adam
Pour les articles homonymes, voir Raphaël Adam (homme politique), Singer et Adam.
Adam Singer dit Raphaël Adam né le 21 juillet 1860 et mort à une date indéterminée après janvier 1940, est un acteur, auteur dramatique, scénariste et chansonnier français.

## Biographie
Chansonnier prolifique de l'entre-deux-guerres, ses pièces de théâtre ont été représentées sur les plus grandes scènes parisiennes : théâtre du Gymnase, théâtre de Belleville, théâtre des Folies-Dramatiques etc.
Raphaël Adam a également travaillé sur les plateaux de cinéma comme acteur et réalisateur.
On perd sa trace après qu'il a accordé une interview au Petit Parisien en janvier 1940. Il allait avoir 80 ans.

## Œuvres

### Théâtre
- 1890 : Prête-moi ton habit, comédie en 1 acte, au théâtre du Gymnase à Marseille (14 mars).
- 1891 : Le Borgne, drame en 5 actes.
- 1896 : Ta femme engraisse, comédie en 1 acte.
- 1897 : Les Ramoneurs, drame en 5 actes et 7 tableaux.
- 1899 : L'Hôtesse, pièce en 1 acte, en vers.
- 1901 : Le Clown, drame en 5 actes et 7 tableaux.
- 1907 : Une Plage d'amour, opérette en 2 actes, avec Eugène Joullot, au Parisiana (août).
- 1911 : Les Truands, opéra-comique en 3 actes et 4 tableaux, musique d'Ernest Gillet.
- 1912 : Le Prince Bonheur, opéra-comique en 3 actes.
- 1914 : L'Évadé, drame en 5 actes et 7 tableaux.
- 1917 : Le Budget de l'amour, comédie en 1 acte, avec Joseph Vassivière.
- 1924 : Je suis un loup !, scène dramatique, musique de Paul Maye.
- 1932 : Babaou, comédie musicale, avec Louis Boucot, musique de Pierre Chagnon et Fred Pearly.

### Chansons
- 1885 : Un Baiser !, chansonnette, paroles de Georges Laure et Raphaël Adam, musique de Charles d'Orvict.
- 1888 : Larmes d'amour !, chanson, paroles de Raphaël Adam, musique de Gaston Maquis.
- 1911 : Lolita l'Andalouse, chanson.
- 1911 : Willie de Chicago, paroles de Raphaël Adam et Joë, musique de Paul Knox.
- 1911 : L'Amour brisé, valse chantée, paroles de Raphaël Adam, musique de Charles Borel-Clerc.
- 1911 : L'Amour me fait peur !, valse chantée, paroles de Raphaël Adam, musique de René Casabianca.
- 1911 : Nita l'Argentine, chanson, musique de Casabianca.
- 1912 : C'est rien !, chanson.
- 1912 : Non, je ne te crois plus !, valse chantée, paroles de Raphaël Adam, musique de Ulysse Rebatet.
- 1912 : Gilda, chanson italienne, paroles de Franz Gravereau et Raphaël Adam., musique de Cléon Triandaphyl.
- 1912 : La petite Branche Keurie, paroles de Raphaël Adam, musique de Maxime Guitton.
- 1913 : Bonsoir, chéri !, chanson - valse, musique de Octave Lamart.
- 1913 : Soyez bons pour les ouvriers !, monologue, paroles de Raphael Adam, musique de Octave Lamart.
- 1913 : Tu partis !... Tu revins !..., chanson, musique de Lamart.
- 1914 : Joli Baby, mélodie, paroles de Raphaël Adam, musique de Georges Blangy et Clément Jenner, 1914.
- 1914 : Le savez-vous ?, mélodie-valse, musique de Blangy et Jenner.
- 1914 : Sur la Rive fleurie !, chanson, musique de Blangy et Jenner.
- 1915 : L'Angelus d'Alsace, mélodie, paroles de Raphaël Adam et Gaston Gross, musique de Louis Billaut.
- 1915 : C'était très chic le Tangs !, chanson satirique, paroles de Raphaël Adam et Gaston Gross, musique de Louis Billaut.
- 1915 : Dormez en Paix, soldats !, poésie, musique de Louis Billaut.
- 1915 : Sur les Bras des mamans, poésie de Raphaël Adam, musique de Louis Billaut.
- 1915 : La Liberté au dessus de tout !, défilé et chanson patriotique des alliés, paroles de Raphaël Adam et Gaston Gross, musique de Louis Billaut.
- 1915 : La Voix de la Lorraine !, chanson, paroles de Raphaël Adam et Gaston Gross, musique de Léopold Danty.
- 1915 : C'est pour la France !, chanson patriotique, paroles de Raphaël Adam et Jean Meudrot, musique de Louis Billaut.
- 1915 : Le Plumet du Saint-Cyrien, paroles de Raphaël Adam, musique de René de Buxeuil.
- 1915 : C'était très chic le tango !, chanson satirique, avec Gross, musique de Billaut.
- 1915 : L'oiseau sans ailes, valse lente, musique de Blangy et Jenner.
- 1916 : La Danse pour la vie ou la Danseuse masquée ou Madeleine, chanson.
- 1923 : Le Régiment de l'avenir, chant et piano, paroles de Raphaël Adam, musique d'Ernest Gillet.
- 1924 : La Louve, chant et piano, paroles de Raphaël Adam, musique de Joseph Sieulle.
- 1926 : Marche des petites reines, chant et piano.
- 1936 : Le Chêne géant, chant et piano, paroles de Raphaël Adam, musique d'Édouard Van Malderen.
- 1936 : Dix sous d'jetons, chant et piano, musique de Van Malderen.
- 1937 : Chez les Papous !, fox-trot chanté pour orchestre avec piano conducteur.

### Filmographie
comme réalisateur et scénariste
- 1917 : Le Masque du vice, co-réalisé avec André Hugon.

comme acteur
- 1926 : Destinée, film historique d'Henry Roussel : le Maréchal de Beaulieu.